# 西野誠 (俳優)
西野 誠（にしの まこと、1977年8月18日 - ）は、日本の俳優。ミュージカルを中心に活動。

## 略歴
愛知県名古屋市出身。南山中学校・高等学校男子部、愛知県立芸術大学音楽学部声楽学科卒業。演出家青井陽治氏主宰のワークショップで演技の基礎を学ぶ。劇団四季を経て株式会社ワタナベエンターテインメント所属。

## 主な出演作品

### 舞台
- 『ゴッドスペル』
- 『ミス・サイゴン』（東宝）
- 『ライオンキング』（劇団四季）
- 『ジョン万次郎の夢』（劇団四季）
- 『ウィキッド』（劇団四季）
- 『デュエット』（東宝）
- 『ザ・オダサク』（松竹）
- 『ドラマティック古事記』
- 『オーシャンズ11』（梅田芸術劇場）
- 『デスノート THE MUSICAL』（ホリプロ）
- 『マリーゴールド』（ワタナベエンターテインメント）
- 『ヴェラキッカ』（ワタナベエンターテインメント）
- 『無伴奏ソナタ -The Musical-』（ナッポスユナイテッド・アミューズ）[1]

### 吹き替え（ゲーム）
- 『ダンスセントラル』（マッコイ）

### ゲーム
- 『データカードダス ディズニー マジックキャッスル キラキラシャイニー★スター』（シンガー）

### CD
- ウィキッド　劇団四季版（ユニバーサルミュージック、2008年7月23日発売）
- おいら歌舞伎のぬらりんひょん（日本コロムビア、2014年4月23日発売）
- デスノート THE MUSICAL　ライブ録音盤（ホリプロ、2015年発売）
- 濱田めぐみ 20周年記念アルバム　「Campanulla」（ホリプロ、2016年2月24日発売）

### テレビドラマ
- 磯部磯兵衛物語〜浮世はつらいよ〜 第9話「イイ声選手権で候」（2024年9月6日、WOWOW） - 平賀源内 役（声の出演）

## 主な作品（出演以外）

### 音楽監督
- 『アップル・ツリー』（ワタナベエンターテインメント）

### 歌唱指導（歌唱指導補含む）
- 『ザ・オダサク』（松竹）
- 『オーシャンズ11』（梅田芸術劇場）
- 『CHESS THE MUSICAL』（梅田芸術劇場）
- 『ドラマティック古事記』
- 『ル・リアン』（ホリプロ）
- 『それいゆ』（関西テレビ）
- 『紳士のための愛と殺人の手引き』（東宝・ホリプロ）
- 『「黒執事」-Tango on the Campania-』（ゴーチ・ブラザーズ）
- 『よろこびのうた』（坊っちゃん劇場）
- 『ウーマン・オブ・ザ・イヤー』（梅田芸術劇場）
- 『マリーゴールド』（ワタナベエンターテインメント）
- 『シティ・オブ・エンジェルズ』（ホリプロ）
- 『道』（梅田芸術劇場）
- 『20世紀号に乗って』（宝塚歌劇団）
- 『瀬戸内工進曲』（坊っちゃん劇場）
- 『「忍たま乱太郎」第10弾～これぞ忍者の大運動会だ！～』（ミュージカル「忍たま乱太郎」製作委員会）
- 『LEMONADE』（アミューズ）

### 作曲
- 東京スカイツリー公式キャラクターソング「ソラカラちゃんダンス!」

### 編曲
- 藤田麻衣子「恋に落ちて」